# Слайго (Пенсільванія)
Слайго (англ. Sligo) — місто (англ. borough) в США, в окрузі Клеріон штату Пенсільванія. Населення — 681 особа (2020).

## Географія
Слайго розташоване за координатами 41°6′35″ пн. ш. 79°30′1″ зх. д. / 41.10972° пн. ш. 79.50028° зх. д. (41.109608, -79.500370).  За даними Бюро перепису населення США в 2010 році місто мало площу 3,65 км², з яких 3,64 км² — суходіл та 0,01 км² — водойми.

## Демографія
Згідно з переписом 2010 року, у селищі мешкало 720 осіб у 279 домогосподарствах у складі 205 родин. Густота населення становила 197 осіб/км².  Було 316 помешкань (87/км²).
Расовий склад населення:
| - 98,2 % — білих - 1,0 % — азіатів - 0,7 % — чорних або афроамериканців |

До двох чи більше рас належало 0,1 %. Частка іспаномовних становила 0,1 % від усіх жителів.
За віковим діапазоном населення розподілялося таким чином: 22,1 % — особи молодші 18 років, 62,1 % — особи у віці 18—64 років, 15,8 % — особи у віці 65 років та старші. Медіана віку мешканця становила 37,1 року. На 100 осіб жіночої статі у селищі припадало 95,1 чоловіків;  на 100 жінок у віці від 18 років та старших — 98,9 чоловіків також старших 18 років.
Середній дохід на одне домашнє господарство  становив 57 282 долари США (медіана — 42 955), а середній дохід на одну сім'ю — 76 029 доларів (медіана — 61 625). Медіана доходів становила 51 250 доларів для чоловіків та 33 056 доларів для жінок. За межею бідності перебувало 12,3 % осіб, у тому числі 13,6 % дітей у віці до 18 років та 6,8 % осіб у віці 65 років та старших.
Цивільне працевлаштоване населення становило 289 осіб. Основні галузі зайнятості: освіта, охорона здоров'я та соціальна допомога — 31,8 %, роздрібна торгівля — 19,4 %, виробництво — 10,0 %, транспорт — 7,3 %.